# Střední průmyslová škola elektrotechnická a vyšší odborná škola Pardubice
Střední průmyslová škola elektrotechnická a Vyšší odborná škola Pardubice je škola v Pardubicích. Byla založena v roce 1951. Od roku 2021 škola otevřela pět maturitních elektrotechnických oborů, dva maturitní obory zaměřené na informačních technologie, dva elektrotechnické učební obory, jeden nástavbový obory a dva studijní obory na Vyšší odborné škole.

## Vybavení školy
Kromě standardních učeben má škola i učebny specializované. Jsou to laboratoře fyziky, elektronického měření, číslicové techniky, výpočetní (informační) technologie a pro praxi.